# Études de médecine au Maroc
 (octobre 2015).
Au Maroc, les études de médecine sont parmi les études supérieures les plus longues. Elles constituent une formation théorique et pratique. À la fin du cursus, le futur médecin est habilité à faire de plus en plus d'actes, et reçoit finalement le diplôme d'État de docteur en médecine, à l’issue de la soutenance.

## Déroulement des études
Elles se déroulent en trois cycles au sein de l'une des sept universités ayant une Faculté de médecine et de pharmacie associée à l'un des sept centres hospitaliers universitaires.
Leur durée totale varie de 6 ans (médecine générale) à 13 ans (spécialités).
Les études se déroulent comme suit :
- un premier cycle de sciences pré-cliniques ;
- un deuxième cycle ;
- sixième année ;
- septième année ;
- huitième année.

L'accès à la spécialité médicale se fait de deux manières :
- la voie de l'internat du CHU ;
- la voie du concours de résidanat.

### Concours d'internat
Les étudiants ayant réussi leur cinquième année et validé tous les stages peuvent passer le concours d'internat. Les internes valident deux années d'internat au CHU (quatre semestres : médecine, chirurgie, pédiatrie ou gynécologie obstétrique, stage de désidérata) à l'issue desquelles ils sont nommés résidents sur titre. Ils ont la priorité dans le choix de la spécialité.
Guide internat 2021 FMPC | ou bien le guide internat pharmacie 2021 FMPC

### Concours de résidanat
Les docteurs en médecine passent le concours de résidanat (qui a remplacé le DNS) et sont nommés résidents sur concours.
La durée du résidanat varie de trois à cinq ans (3 ans la médecine du sport, 4 ans pour les spécialités médicales et la biologie, 5 ans pour les spécialités chirurgicales et la médecine interne).
À la fin du résidanat un examen de fin de spécialité (le DSM) donne accès au diplôme de spécialité. 
La voie universitaire est accessible après la validation du résidanat et passage du concours de professeur assistant (anciennement réservé aux anciens internes et accessible actuellement aux deux voies).
Guide Résidant 2017 FMPM

### Réforme de 2023
À noter qu'une réforme des études médicale est actuellement débattue pour unifier les deux voies, revaloriser la médecine générale et créer des passerelles entre les filières (vu que dans le système actuel, le premier et le deuxième cycle ne donnent aucun débouché si on ne passe pas aux étapes suivantes jusqu'à la thèse de doctorat).

## Facultés de médecine au Maroc

### Facultés publiques
| Faculté                                           | Date de fondation | Université                           | CHU                         |
| ------------------------------------------------- | ----------------- | ------------------------------------ | --------------------------- |
| Faculté de médecine et de pharmacie de Rabat      | 16 octobre 1962   | Université Mohammed V de Rabat       | CHU Ibn Sina (Rabat)        |
| Faculté de médecine et de pharmacie de Casablanca | 12 septembre 1975 | Université Hassan II - Ain Chok      | CHU Ibn Rochd (Casablanca)  |
| Faculté de médecine et de pharmacie de Marrakech  | 15 octobre 1999   | Université Cadi Ayyad                | CHU Mohammed VI (Marrakech) |
| Faculté de médecine et de pharmacie de Fès        | 20 octobre 1999   | Université Sidi Mohamed Ben Abdellah | CHU Hassan II (Fès)         |
| Faculté de médecine et de pharmacie d'Oujda       | 2 septembre 2008  | Université Mohamed Ier               | CHU Mohammed VI (Oujda)     |
| Faculté de médecine et de pharmacie d'Agadir      | Septembre 2016    | Université Ibn Zohr                  | CHU Agadir                  |
| Faculté de médecine et de pharmacie de Tanger     | Septembre 2016    | Université Abdelmalek Essaadi        | CHU Tanger                  |
| Faculté de médecine et de pharmacie Laâyoune      | 1 octobre 2021    | Université Ibn Zohr                  | CHU Laâyoune                |

### Facultés privées
| Faculté                                             | Statut                    | Date de fondation | Université                                                   | Hôpital                                                             |
| --------------------------------------------------- | ------------------------- | ----------------- | ------------------------------------------------------------ | ------------------------------------------------------------------- |
| Faculté de médecine Abulcasis                       | Privée à but non lucratif | 2014-2015         | Université internationale Abulcasis des sciences de la santé | Hôpital universitaire international Cheikh Mohammed rayane el biyad |
| Faculté de médecine - UM6SS                         | Semi-public               | 2014-2015         | Université Mohammed VI des sciences de la santé              | Hôpital Cheikh Khalifa Ibn Zaid                                     |
| Faculté privée de médecine de Marrakech             | Privée à but lucratif     | 2018 - 2019       | Université Privée de Marrakech (UPM)                         | Hopital Privé de Marrakech                                          |
| Faculté de médecine UIR                             | Semi-public               | 2022-2023         | Université internationale de Rabat                           | Hôpital universitaire international de Rabat                        |
| Faculté privée de la santé et des sciences d’Agadir | Privée                    | 2023-2024         | Université Privée de la santé et des sciences d’Agadir       |                                                                     |